# Gagnoa
Gagnoa è una città della Costa d'Avorio, capoluogo del distretto di Gôh-Djiboua.